# Daniel Girard
Pour les articles homonymes, voir Girard.
Daniel Girard, né le 9 mars 1890 à Paris, ville où il est mort le 14 novembre 1970, est un illustrateur, peintre et graveur français. Ses pseudonymes sont Daniel-Girard, Max Delian ou encore Dagy.

## Biographie
Né d'un père avocat à la cour d'appel, Daniel Girard naît le 9 mars 1890 dans le 9e arrondissement de Paris
Membre de la Société nationale des beaux-arts, il expose au Salon des Tuileries de 1929 des eaux-fortes originales faisant partie d'une suite d'illustrations de La Chute de la maison Usher.
Il meurt le 14 novembre 1970 au sein de l'Hôpital Saint-Joseph dans le 14e arrondissement de Paris.

## Ouvrages illustrés
- La Porte étroite de André Gide, Paris, Henri Cyral, 1925
- La muse au cabaret de Raoul Ponchon, Paris, Cyral, 1925
- Les Lettres de mon Moulin d'Alphonse Daudet, Paris, Cyral, 1926
- Le Divertissement Provincial, Henri de Régnier, Paris, Cyral, 1926
- Le bon plaisir de Henri de Régnier, Paris, Cyral, 1926
- Le Rouge et le Noir de Stendhal, Paris, Cyral, 1927
- L'escapade de Henri de Régnier, Paris, Cyral, 1927
- Tartarin de Tarascon d'Alphonse Daudet, Paris, Cyral, 1927
- Monsieur des Lourdines d'Alphonse de Chateaubriant, Paris, Cyral, 1928
- Tartarin sur les Alpes, Alphonse Daudet, Paris, Cyral, 1928
- Pêcheurs d'Islande de Pierre Loti, Paris, Cyral, 1928
- Adolphe, Benjamin Constant, Maurice Glomeau, 1929
- Les Contes de Jean de La Fontaine, Paris, Cyral, 1929
- Tartarin sur les Alpes d'Alphonse Daudet, Paris, Cyral, 1929
- Trois Contes de Gustave Flaubert, Paris, Cyral, 1929
- La Pécheresse de Henri de Régnier, Paris, Cyral, 1930
- La Tentation de saint Antoine de Gustave Flaubert, Paris, Cyral, 1930
- Le Parc aux Biches, Pierre D'Anniel, Au Cabinet du Livre, 1931
- Les aventures du roi Pausole de Pierre Louys, Paris, Cyral, 1931
- Les Romans et Contes de Voltaire, Paris, Cyral, 1931
- Les Chevaliers de la table ronde, Paris, les publications techniques, 1946, coll. « Légendes immortelles »
- Le Parc aux biches de Pierre d'Anniel (pseud.), Au Cabinet du Livre (Jean Fort), 1931
- Confidences égarées de Liane Lauré (pseud.), Jean Fort, Collection des Orties Blanches, 1932
- Vie secrète d’un muscadin de Pierre d'Anniel, Au Cabinet du Livre (Jean Fort), 1933
- Clotilde et quelques autres de Jean Claqueret (pseud.), Jean Fort, Collection des Orties Blanches, 1935
- La Petite Fadette de George Sand, Paris, Ferroud, 1938
- Scènes de la vie de Bohême, Henry Murger, Gibert Jeune Librairie d'Amateurs, 1939
- Les Chevaliers de la Table ronde, Paris, Les publications techniques, 1946
- Contes d'un buveur de bière de Ch. Deulin, Paris, Hatier-Boivin, 1956